# Eneritz Furyak
Eneritz Dueso Domenech, mieux connue sous le nom de scène Eneritz Furyak, est une musicienne espagnole de rock.

## Biographie
Elle présente d'abord ses chansons écrites par elle-même avec le groupe Kasernarat, mais se lance ensuite dans une carrière solo et sort son premier album solo en 2017, intitulé Eneritz Furyak.

## Discographie
- 2017 : Eneritz Furyak
- 2018 : Zaldi zuria / Maskara[1]
- 2021 : Emadan[2],[3],[4]
- 2023 : Emaizkidan - Emadan Remixes/Reworks
- 2024 : hhh